# Monterrey Open 2017
Monterrey Open 2017, oficiálně se jménem sponzora Abierto GNP Seguros 2017, byl tenisový turnaj pořádaný jako součást ženského okruhu WTA Tour, který se odehrával v areálu tenisového oddílu Sierra Madre Tennis Club na otevřených dvorcích s tvrdým povrchem DecoTurf. Konal se mezi 3. až 9. dubnem 2017 v mexickém městě Monterrey jako devátý ročník turnaje.
Událost s rozpočtem 250 000 dolarů patřila do kategorie WTA International Tournaments. Nejvýše nasazenou hráčkou ve dvouhře se stala světová jednička Angelique Kerberová z Německa. Jako poslední přímá účastnice do dvouhry nastoupila 139. bulharská hráčka žebříčku Elica Kostovová.
V repríze finále dvouhry z roku 2013 opět vyhrála Ruska Anastasija Pavljučenkovová nad Angelique Kerberovou, což pro ni znamenalo čtvrtou trofej z Monterrey Open po vítězných letech 2010, 2011 a 2013, rovněž tak i první výhru nad světovou jedničkou. Debolovou soutěž ovládla japonsko-polská dvojice Nao Hibinová a Alicja Rosolská, jejíž členky získaly první společnou trofej.

## Distribuce bodů a finančních odměn

### Distribuce bodů
| Soutěž  | vítězky | finalistky | semifinalistky | čtvrtfinalistky | 16 v kole | 32 v kole | Q  | Q3 | Q2 | Q1 |
| ------- | ------- | ---------- | -------------- | --------------- | --------- | --------- | -- | -- | -- | -- |
| dvouhra | 280     | 180        | 110            | 60              | 30        | 1         | 18 | 14 | 10 | 1  |
| čtyřhra | 280     | 180        | 110            | 60              | 1         | —         | —  | —  | —  | —  |

### Finanční odměny
| Soutěž                                | vítězky | finalistky | semifinalistky | čtvrtfinalistky | 16 v kole | 32 v kole | Q3     | Q2   | Q1   |
| ------------------------------------- | ------- | ---------- | -------------- | --------------- | --------- | --------- | ------ | ---- | ---- |
| dvouhra                               | $43 000 | $21 400    | $11 300        | $5 900          | $3 310    | $1 925    | $1 005 | $730 | $530 |
| čtyřhra                               | $12 300 | $6 400     | $3 435         | $1 820          | $960      | —         | —      | —    | —    |
| částky ve čtyřhře jsou uváděny na pár |         |            |                |                 |           |           |        |      |      |

## Ženská dvouhra

### Nasazení
| Stát                           | Hráčka                     | WTA | Nasazení |
| ------------------------------ | -------------------------- | --- | -------- |
| Německo                        | Angelique Kerberová        | 1.  | 1.       |
| Rusko                          | Anastasija Pavljučenkovová | 17. | 2.       |
| Francie                        | Caroline Garciaová         | 23. | 3.       |
| Španělsko                      | Carla Suárezová Navarrová  | 24. | 4.       |
| Maďarsko                       | Tímea Babosová             | 27. | 5.       |
| Rusko                          | Jekatěrina Makarovová      | 35. | 6.       |
| Francie                        | Alizé Cornetová            | 44. | 7.       |
| USA                            | Christina McHaleová        | 46. | 8.       |
| Žebříček WTA k 20. březnu 2017 |                            |     |          |

### Jiné formy účasti
Následující hráčky obdržely divokou kartu do hlavní soutěže:
- Jekatěrina Makarovová
- Francesca Schiavoneová
- Renata Zarazúová

Následující hráčky postoupily z kvalifikace:
- Kristie Ahnová
- Lesley Kerkhoveová
- Tereza Martincová
- Nadia Podoroská

### Odhlášení
před zahájením turnaje
- Nicole Gibbsová  → nahradila ji  Patricia Maria Țigová
- Monica Niculescuová → nahradila ji  Denisa Alertová
- Risa Ozakiová → nahradila ji  Alison Van Uytvancková

## Ženská čtyřhra

### Nasazení
| Stát                                                                       | Hráčka               | Stát               | Hráčka            | WTA  | Nasazení |
| -------------------------------------------------------------------------- | -------------------- | ------------------ | ----------------- | ---- | -------- |
| Japonsko                                                                   | Nao Hibinová         | Polsko             | Alicja Rosolská   | 112. | 1.       |
| Německo                                                                    | Tatjana Mariová      | Spojené království | Heather Watsonová | 152. | 2.       |
| Argentina                                                                  | María Irigoyenová    | Polsko             | Paula Kaniová     | 161. | 3.       |
| Rusko                                                                      | Natela Dzalamidzeová | Lucembursko        | Mandy Minellaová  | 189. | 4.       |
| Žebříček WTA k 20. březnu 2017; číslo je součtem umístění obou členek páru |                      |                    |                   |      |          |

### Jiné formy účasti
Následující páry obdržely divokou kartu do hlavní soutěže:
- Jovana Jakšićová /  Marcela Zacaríasová
- Victoria Rodríguezová  /  Ana Sofía Sánchezová

## Přehled finále

### Ženská dvouhra
- Anastasija Pavljučenkovová vs.  Angelique Kerberová, 6–4, 2–6, 6–1

### Ženská čtyřhra
- Nao Hibinová /  Alicja Rosolská vs.  Dalila Jakupovićová /  Nadija Kičenoková, 6–2, 7–6(7–4)